# 聖佩雷山脈
40°32′25″N 0°16′11″E / 40.54028°N 0.26972°E

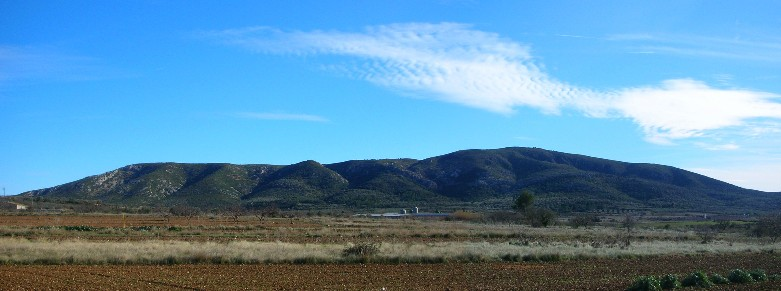

聖佩雷山脈（Serra de Sant Pere），是西班牙的山脈，位於華倫西亞自治區，長5.8公里，最高點海拔高度541米，很少在冬季時被冰雪覆蓋，山體由石灰岩組成。